# 1440er
Portal Geschichte | Portal Biografien | Aktuelle Ereignisse | Jahreskalender | Tagesartikel

◄ |
14. Jh. |
15. Jahrhundert
| 16. Jh. | ►

◄ |
1410er |
1420er |
1430er |
1440er
| 1450er | 1460er | 1470er | ►

1440 |
1441 |
1442 |
1443 |
1444 |
1445 |
1446 |
1447 |
1448 |
1449

## Ereignisse
- 1440: Johannes Gutenberg erfindet die beweglichen Letter für den Buchdruck.
- 1445 bis 1450: Mit dem Sieg im Inka-Colla-Krieg verstärken die Inka ihre Dominanz in Südamerika.
- 1447 bis 1448: Der Freiburgkrieg führt zur Loslösung Freiburgs im Üechtland von Österreich.